# 星阁怨
《星阁怨》（羅馬化：Wiang Roy Dao / Wieng Roy Dao）是由Act-Art Generation Co., Ltd制作，娜塔玻·提米露克、柯尔士艾达·潘恩温、玛娜莎楠·潘叻翁萨固领衔主演的泰国时代惊悚悬疑剧。此剧改编自Binlawe撰写的同名小说。剧情主要讲述发生在年轻女子“Wiang Kaew”身上的爱与复仇，并于2014年1月13日至2014年2月25日期间每周一至周二晚上8时15分至10时45分在泰国第3电视台播出。
2021年5月13日起每周一至周五上午8点50分至10点30分，此剧再度于同台重播。

## 演员阵容
注：部分内容整理自：

### 主要演员
- 娜塔玻·提米露克 饰演 Roy Dao（莱达）
- 娜塔玻·提米露克 饰演 Meda Badinthorn（美达）
- 柯尔士艾达·潘恩温 饰演 Khun Chai (Mor) Sipthip Wirumat（思缇）
- 玛娜莎楠·潘叻翁萨固 饰演 Wiang Kaew

### 其他演员
- 扎隆·索纳特 饰演 Poramat Yutitada（Por）[7]
- 苏蒙蒂普·卢昂古泰 饰演 Kratin
- 多姆·赫特拉库 饰演 Pakorn Bodinthon先生
- 玻瑟丽·兰塔娜拍珊素克 饰演 Daraka[7]
- 德钦·平察特里
- 霍嘉丝·芝华顾
- 帕特拉科恩·唐苏帕昆

## 制作
拍摄地点方面，此剧在泰国第3电视台为电视剧《名门绅士五部曲》投资1000万泰铢建造，永久位于曼谷廊鉴县的卓泰缇宫殿进行主体拍摄。卓泰缇宫殿也开放给《爱与憎》、《妒屋》、《房屋神灵》等剧组以进行拍摄。